# Pterygodium volucris
Pterygodium volucris är en orkidéart som först beskrevs av Carl von Linné d.y., och fick sitt nu gällande namn av Olof Swartz. Pterygodium volucris ingår i släktet Pterygodium och familjen orkidéer. Inga underarter finns listade i Catalogue of Life.